# كريس ديبل
كريس ديبل (بالإنجليزية: Chris Dibble)‏ هو لاعب كرة قدم بريطاني في مركز الوسط، ولد في 10 أكتوبر 1960 في Morden ‏ في المملكة المتحدة. لعب مع نادي ميلوول ونادي ويلدستون لكرة القدم ونادي ويمبلدون.